# Sillas

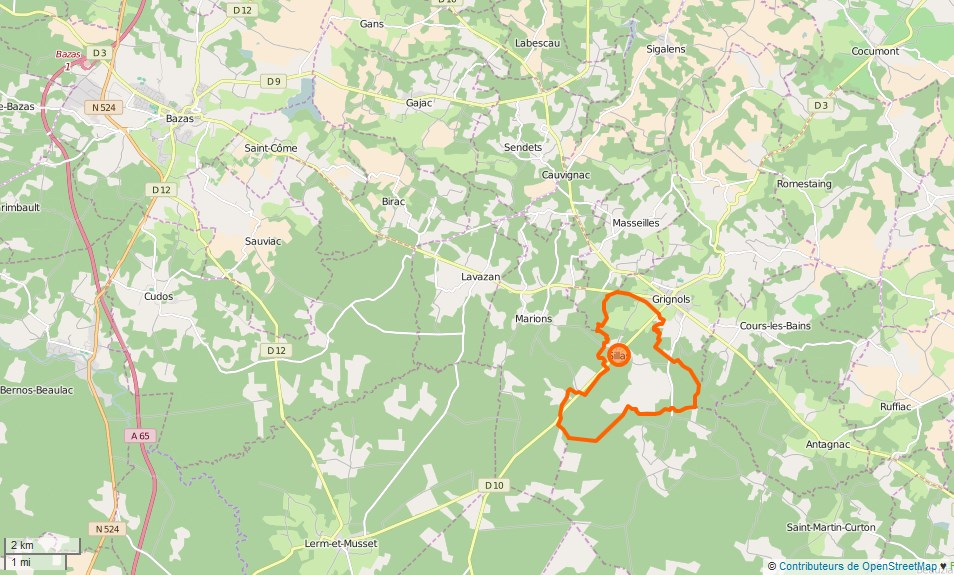
Gemeindegrenzen von Sillas

Umgebungskarte

Sillas, auf Gaskognisch Silhàs, ist eine französische Gemeinde mit 119 Einwohnern (Stand: 1. Januar 2022) im Département Gironde in der Region Nouvelle-Aquitaine. Sie gehört zum Arrondissement Langon und zum Kanton Le Sud-Gironde.

## Lage
Die Gemeinde wird im Süden vom Flüsschen Barthos tangiert. Nachbargemeinden sind Masseilles im Nordwesten, Grignols im Nordosten, Cours-les-Bains im Osten, Antagnac im Südosten, Saint-Martin-Curton im Süden und Marions im Westen.

## Bevölkerungsentwicklung
| Jahr      | 1962 | 1968 | 1975 | 1982 | 1990 | 1999 | 2008 | 2017 |
| --------- | ---- | ---- | ---- | ---- | ---- | ---- | ---- | ---- |
| Einwohner | 133  | 129  | 111  | 100  | 100  | 105  | 121  | 118  |

## Sehenswürdigkeiten

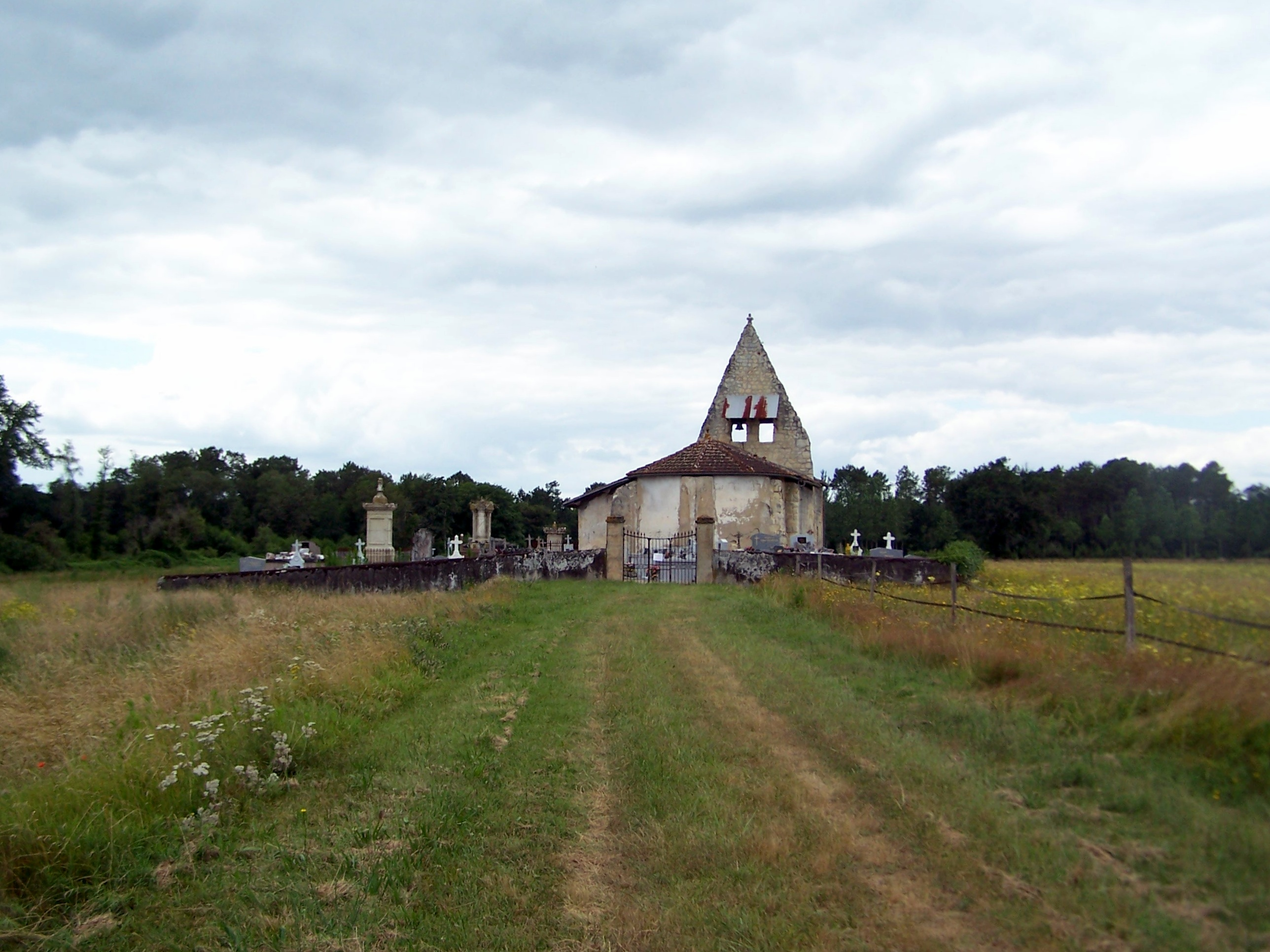
Kirche Notre-Dame

- Kirche Notre-Dame